# Laurentino
Laurentino est une ville brésilienne de l'État de Santa Catarina.

## Généralités
La municipalité est encore couverte en grande partie par la forêt atlantique vierge.

## Géographie
Laurentino se situe dans la vallée du rio Itajaí, par une latitude de 27° 13′ 00″ sud et par une longitude de 49° 43′ 59″ ouest, à une altitude de 345 mètres.
Sa population était de 6 005 habitants au recensement de 2010. La municipalité s'étend sur 80 km2.
Elle fait partie de la microrégion de Rio do Sul, dans la mésorégion de la Vallée du rio Itajaí.

## Histoire
Le premier explorateur de la région de Laurentino fut un açorien du nom de João Venceslau Pereira. Arrivé au début du XXe siècle, il s'installa sur les rives du Rio Itajaí do Oeste. Une inondation dévasta en 1911 les rives de la rivière et obligea les colons à s'installer sur un point plus élevé, où ils construisirent une scierie, un moulin manuel et un entrepôt. Peu après, il s'installèrent plus loin, définitivement, sur la municipalité de Presidente Getúlio. La colonisation de la région commence véritablement avec l'arrivée d'immigrants italiens et allemands. Pour échapper aux crues, les colons explorèrent les forêts, où ils rencontrèrent des indiens xokleng, qui s'enfuyaient à leur approche. La pacification des indiens fut le fait d'un jeune homme d'à peine 20 ans, Eduardo de Lima e Silva Hoerhan, neveu du fameux Duque de Caxias. En 1957, la chambre locale crée la municipalité de Laurentino, qui fut effectivement établi en 1962.

## Tourisme
Le relief accidenté de Laurentino comporte de nombreux sites naturels, comme la Grotte Notre-Dame de Lourdes et la cascade de Ribeirão Laurentino. La faune et la flore locale sont très riches, notamment dans les zones vierges de la forêt, avec notamment la présence d'arbres nobles, comme le cèdre, ainsi que de nombreuses espèces d'oiseaux. L'agriculture est très présente, notamment la culture du tabac, du maïs, du manioc, de l'oignon et du concombre. On trouve également de l'élevage dans de petites propriétés rurales. On compte enfin quelques industries dans la municipalité.

## Villes voisines
Laurentino est voisine des municipalités (municípios) suivantes :
- Rio do Oeste
- Presidente Getúlio
- Rio do Sul
- Agronômica
- Trombudo Central